# PDFCreator
PDFCreator là phần mềm tự do đóng vai trò chủ yếu như một máy in ảo hoạt động trong Windows, nhưng thay vì in ra giấy thì kết quả là một file PDF.

## Tính năng
- In các file văn bản, chẳng hạn dạng văn bản của Microsoft Word (.doc) ra dưới dạng PDF, và các dạng khác như PostScript, các hình ảnh (PNG, GIF, JPEG, BMP - với trường hợp từng trang riêng lẻ).
- Ghép nối các file PostScript để tạo ra một file lớn.

Sự phổ biến của PDFCreator đã được ghi nhận bằng 20 triệu lượt tải xuống từ Sourceforge. Phiên bản mới (1.0.0) được phát hành vào tháng 5 năm 2010. Như vậy sau 8 năm phát triển, lần đầu tiên PDFCreator có một phiên bản chính thức.
PDFCreator được lập trình bằng ngôn ngữ Visual Basic và chỉ chạy được trên Windows (từ Windows 95 trở đi).